# Andrzej Skorulski
Andrzej Jan Skorulski (ur. 1 września 1942 w Białowieży) – polski polityk, działacz związkowy, poseł na Sejm III kadencji.
Ukończył w 1971 technikum budowlane. Z ramienia Sojuszu Lewicy Demokratycznej pełnił funkcję posła na Sejm III kadencji z okręgu Gdańsk (wybranego z listy ogólnopolskiej). W wyborach parlamentarnych w 2001 nie uzyskał ponownie mandatu.
Od lat 90. do 2006 kierował radą wojewódzką OPZZ w Gdańsku. Zasiadał w prezydium rady krajowej Związku Zawodowego „Budowlani”.
W 2002 otrzymał Krzyż Kawalerski Orderu Odrodzenia Polski.